# Мельник Кость
Кость Ме́льник (псевдонім — Горський; 24 червня 1907, с. Береги, нині Самбірського району Львівської області — 17 березня 1984, м. Колумбус, Огайо, США) — український політичний діяч, а також діяч української діаспори. Член УВО й ОУН.
Відповідно до українського законодавства може бути зарахований до борців за незалежність України у XX сторіччі.

## Життєпис
Батько був священиком.
Навчався у гімназії у Самборі та Львівській політехніці, продовжив навчання у Празі.
Входив до Української студентської академічної громади й Центрального союзу українського студентства.
Член УВО й ОУН, співробітник культурно-освітньої референтури ОУН у Празі.
Від 1934 року мешкав у Відні. Був зв'язковим Проводу українських націоналістів між Берліном, Римом та Закарпаттям.
Під час другої світової війни — політв'язень німецьких концтаборів, зокрема, утримувався у Заксенгаузені. По війні емігрував до США.
За свідченнями відомого діяча ОУН Ярослава Гайваса, Кость Мельник був найближчим співробітником, помічником, секретарем, радником, та шофером секретаря ПУН Ярослава Барановського. Не задовго до початку німецько-польської війни, Кость Мельник перебував у Відні, де на той момент розміщувався військовий штаб ОУН. Він допомагав Ярославу Барановському в різних більших на менших справах. Утримував контакти з людьми та тримав їх у гоготові.
Мешкав у штаті Огайо — у містах Клівленд та Парма, від 1964 року — у Колумбусі.
Брав активну участь у діяльності товариства «Рідна школа», видавав його бюлетень.
Кость Мельник відійшов у засвіти 17 березня 1984 у місті Колумбус. Похований на українському цвинтарі святого Андрія містечка Саут-Баунд-Брук (округ Сомерсет, штат Нью-Джерсі).